# Achipteria holomonensis
Achipteria holomonensis är en kvalsterart som beskrevs av Cancela da Fonseca och Stamou 1987. Achipteria holomonensis ingår i släktet Achipteria och familjen Achipteriidae. Inga underarter finns listade i Catalogue of Life.